# 새별섬
새별섬(오리섬)은 충청북도 보은군 회남면 신곡리 대청호에 있는 섬이다. 대청호의 수위가 높아지면 섬이 되었다가, 수위가 낮아지면 뭍과 이어져 섬이 아니게 된다. 하늘에서 본 섬의 모양이 오리와 닮았다 하여 대청호오리섬이라고도 한다.

## 지명 유래
대청호 건설 이전에 존재하던 '새별마을'에서 유래하였다. 새별마을은 1980년 전체가 수몰되어 사라졌다.